# Міжконтинентальний кубок з футболу 1973
Міжконтинентальний кубок з футболу 1973 — 14-й розіграш Міжконтинентального кубка. У матчі зіграли фіналіст Кубка європейських чемпіонів 1972—1973 італійський «Ювентус» та переможець Кубка Лібертадорес 1973 аргентинський «Індепендьєнте». Гра відбулася на Олімпійському стадіоні у Римі 28 листопада 1973 року. За підсумками гри титул володаря Міжконтинентального кубка вперше здобув «Індепендьєнте».

## Особливості
Переможець Кубка європейських чемпіонів 1972—1973 нідерландський «Аякс» відмовився від участі у турнірі.

## Команди
| Команда       | Кваліфікація                                      | Попередні участі* |
| ------------- | ------------------------------------------------- | ----------------- |
| Ювентус       | переможець Кубка європейських чемпіонів 1972—1973 | -                 |
| Індепендьєнте | переможець Кубка Лібертадорес 1973                | 1964, 1965, 1972  |

* жирним позначено переможні роки.

## Матч
| 28 листопада 1973 |

| Ювентус | 0:1      | Індепендьєнте |
| ------- | -------- | ------------- |
|         | Протокол | Бочині 80'    |

| Олімпійський стадіон, Рим Глядачів: 22 489 Арбітр: Альфред Делькур |

|  |  |

| В                |  | Діно Дзофф           |  |     |
| З                |  | Лучано Спінозі       |  | 74' |
| З                |  | Франческо Моріні     |  |     |
| З                |  | Сандро Сальвадоре    |  |     |
| З                |  | Клаудіо Джентіле     |  |     |
| ПЗ               |  | Джанп'єтро Маркетті  |  |     |
| ПЗ               |  | Франко Каузіо        |  |     |
| ПЗ               |  | Антонелло Куккуредду |  |     |
| Н                |  | Жозе Алтафіні        |  |     |
| Н                |  | П'єтро Анастазі      |  |     |
| Н                |  | Роберто Беттега      |  | 74' |
| Заміни:          |  |                      |  |     |
| З                |  | Сілвіо Лонгобукко    |  | 74' |
| ПЗ               |  | Фернандо Віола       |  | 74' |
| Головний тренер: |  |                      |  |     |
| Честмир Вицпалек |  |                      |  |     |

| В                |  | Мігель Анхель Санторо  |    |     |
| З                |  | Едуардо Комміссо       |    |     |
| З                |  | Мігель Анхель Лопес    |    |     |
| З                |  | Франсіско Са           |    |     |
| З                |  | Рікардо Павоні         | ЖК |     |
| ПЗ               |  | Рубен Гальван          |    |     |
| ПЗ               |  | Мігель Анхель Раймондо |    |     |
| ПЗ               |  | Рікардо Бочині         |    |     |
| Н                |  | Агустін Бальбуена      |    |     |
| Н                |  | Едуардо Магліоні       |    |     |
| Н                |  | Даніель Бертоні        |    | 83' |
| Заміни:          |  |                        |    |     |
| Н                |  | Алехандро Семеневич    |    | 83' |
| Головний тренер: |  |                        |    |     |
| Роберто Феррейро |  |                        |    |     |